# Mateusz Kaprzyk
Pas d'image ? Cliquez ici
Mateusz Kaprzyk (né le 29 septembre 2001 à Katowice en Pologne) est un pilote automobile polonais. Il participe à des épreuves d'endurance aux mains de voitures de Sport-prototypes dans des championnats tels que l'European Le Mans Series.

## Palmarès

### Résultats enEuropean Le Mans Series
| Année | Écurie                    | Voiture        | Moteur                    | Classe | 1      | 2        | 3     | 4     | 5        | 6     | Total | Pos. |
| ----- | ------------------------- | -------------- | ------------------------- | ------ | ------ | -------- | ----- | ----- | -------- | ----- | ----- | ---- |
| 2021  | Eurointernational         | Ligier JS P320 | Nissan VK56 5,6 l V8 Atmo | LMP3   | BAR 11 |          |       |       |          |       | 32,5  | 8e   |
| 2021  | Inter Europol Competition | Ligier JS P320 | Nissan VK56 5,6 l V8 Atmo | LMP3   |        | RBR 5    | LEC 6 | MON 7 | SPA N.c. | POR 7 | 32,5  | 8e   |
| 2022  | Inter Europol Competition | Ligier JS P320 | Nissan VK56 5,6 l V8 Atmo | LMP3   | LEC 8  | IMO N.c. | MON   | BAR   | SPA      | POR   | 4*    | 15e* |

* Saison en cours.